# Rubén Galván
Pour les articles homonymes, voir Galván.
Rubén Galván est un footballeur international argentin, né le 7 avril 1952 à Comandante Fontana et mort le 14 mars 2018 à Avellaneda, ayant occupé le poste de milieu de terrain.

## Clubs
- 1971-1980 :  CA Independiente
- 1980 :  Estudiantes

## Palmarès

### Sélection nationale
- Champion du monde en 1978 (mais ne joue pas la finale)

### Clubs
- Copa Libertadores en 1973 (2e match), 1974 et 1975 (Independiente)
- Coupe intercontinentale en 1973 (Independiente)
- Copa interamericana en 1972, 1974 et 1975 (Independiente)
- Champion d'Argentine en 1977 (Independiente)
- Finaliste de la Coupe intercontinentale en 1974 (Independiente)